# デスペラード -ならず者-
『デスペラード-ならず者-』は、近藤真彦の35作目のシングル。
1991年7月19日に発売された。発売元はソニーレコード。

## 概要
近藤27歳の誕生日当日にリリースされた。
表題曲は、アルバム「無頼派」にNew Road Versionで収録。
カップリング曲は、アルバム未収録。

## 収録曲
- 両楽曲共に、編曲：重実徹

1. デスペラード-ならず者-
作詞：松本隆／作曲：Mark Davis
2. 今夜は…Alright!
作詞：歌川和彦／作曲：J.N.Donovan / Leon Walker